# 南方水狼蛛
南方水狼蛛（学名：Pirata meridionalis）为狼蛛科水狼蛛属的动物。分布于日本、朝鲜以及中国大陆的广东、海南岛、湖南等地。该物种的模式产地在日本。